# Basílica de Notre-Dame de l'Épine
A Basílica de Nossa Senhora de l'Épine (em francês: Basilique Notre-Dame de l'Épine), também conhecida como Notre-Dame de l'Épine, é uma basílica católica romana na pequena vila de L'Épine, Marne, perto de Châlons-en-Champagne e Verdun. É a obra-prima do estilo gótico flamejante.

## História
A existência de uma capela de Notre-Dame de L'Épine é atestada no início do século XIII . A partir de 1405, tornou-se conhecida como um importante destino de peregrinação em Champagne Isso levou à construção da igreja atual a partir de 1406, que continuou até 1527. A Igreja de Nossa Senhora do Espinho foi elevada à categoria de basílica em 1914. O seu nome vem da devoção a uma imagem que representa a Virgem carregando o Menino Jesus que, segundo uma lenda conhecida no século XVII  e que evoluiu posteriormente, foi encontrada por pastores na Idade Média numa sarça ardente. A basílica , do tamanho de uma catedral, é de estilo gótico . A fachada, provavelmente inspirada na da Catedral de Toul . A fachada possui três portais e é coroada por duas torres. A torre direita tem 55 metres (180 ft) de altura. A torre esquerda foi nivelada em 1798 para permitir a instalação de um telégrafo Claude Chappe . Foi reconstruída em 1868. A basílica possui gárgulas notáveis . No interior, pode-se admirar um biombo do final do século XV , cujo coro alto abriga a estátua da Virgem Maria, origem da fama do local. A Basílica de Notre-Dame de L'Épine foi classificada como monumento histórico em 1840  e inscrita em 1998 na Lista do Património Mundial pela UNESCO como parte dos Caminhos de Santiago de Compostela em França.

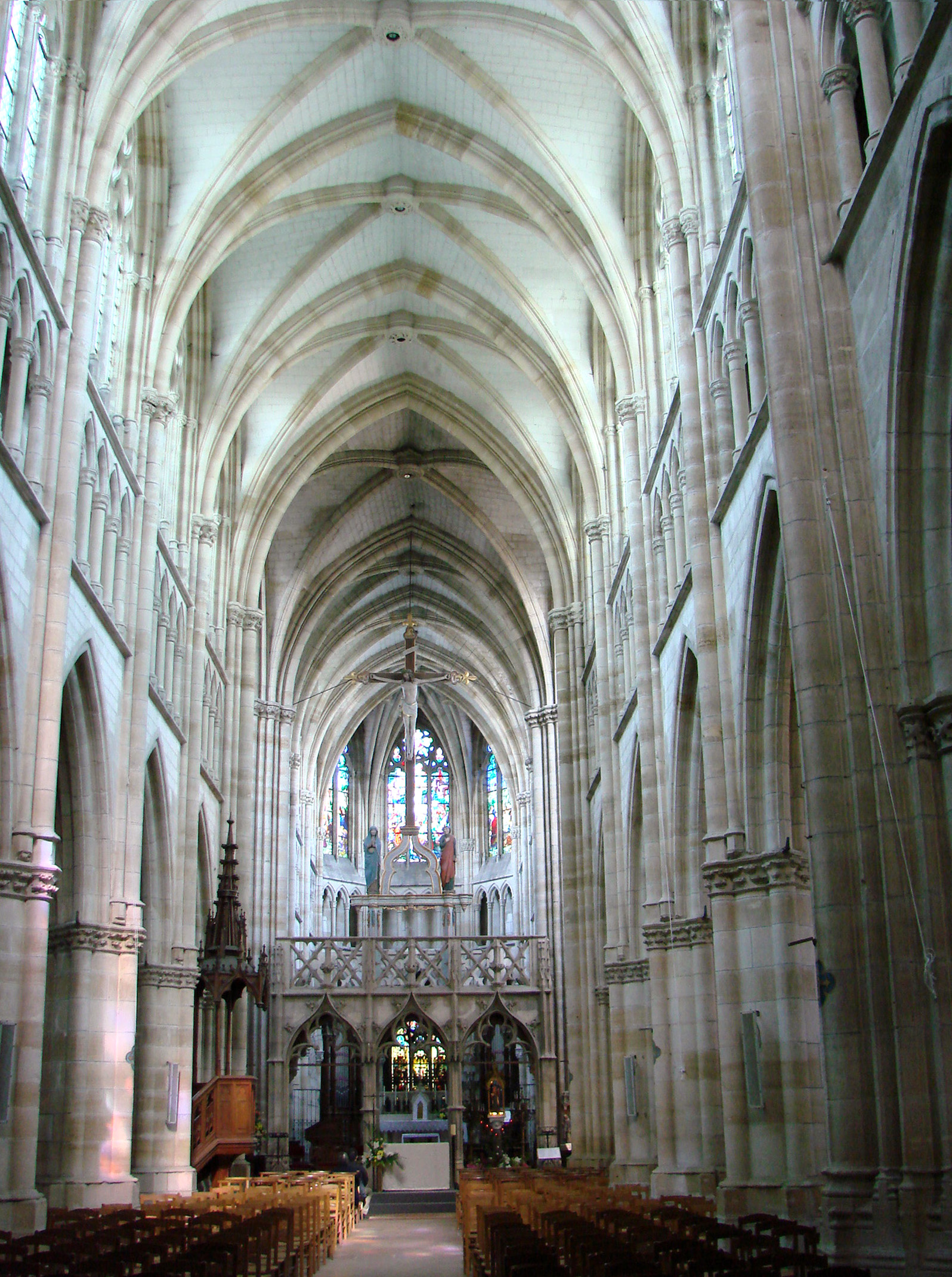
Nave
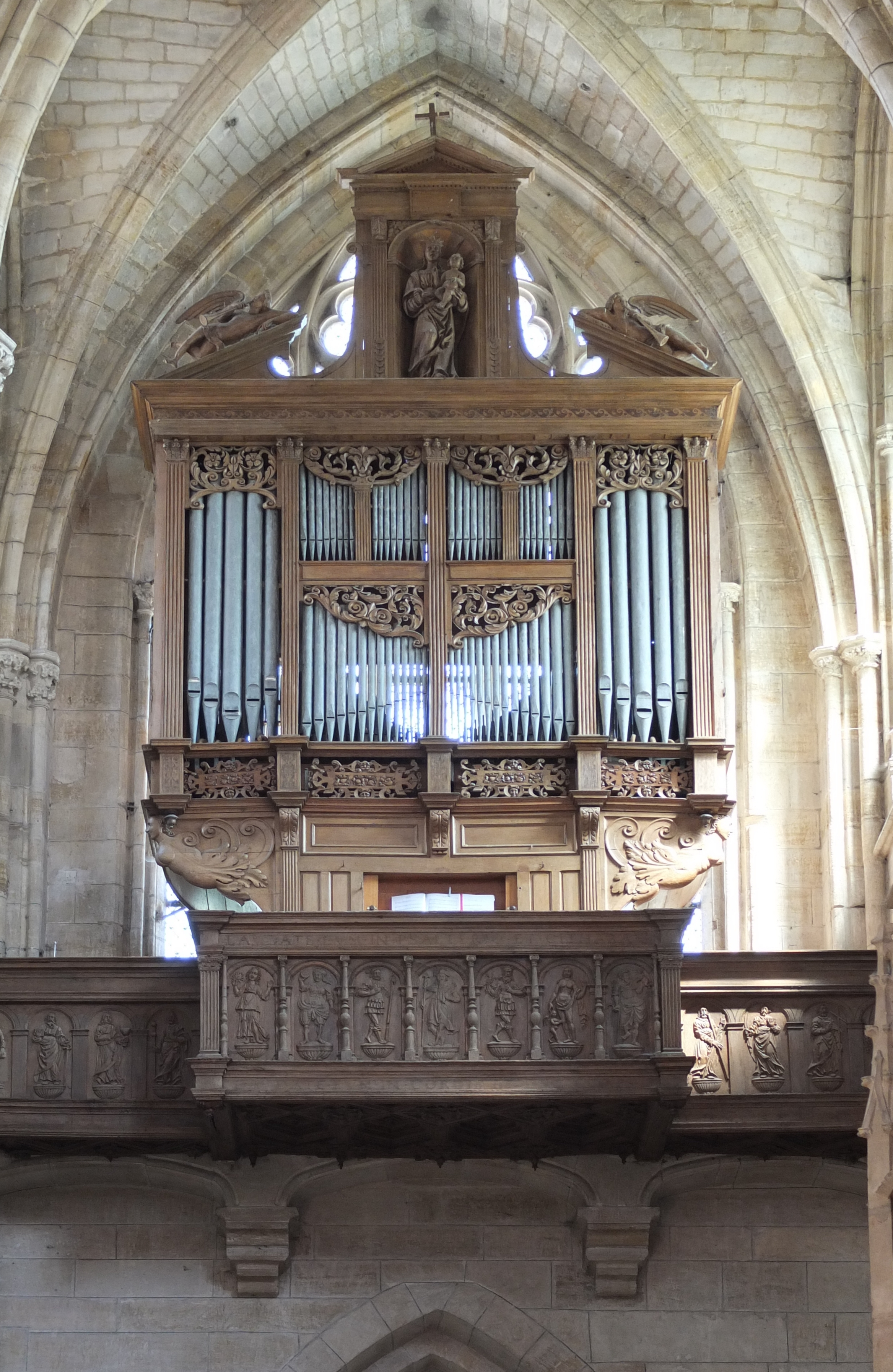
Órgão de tubos
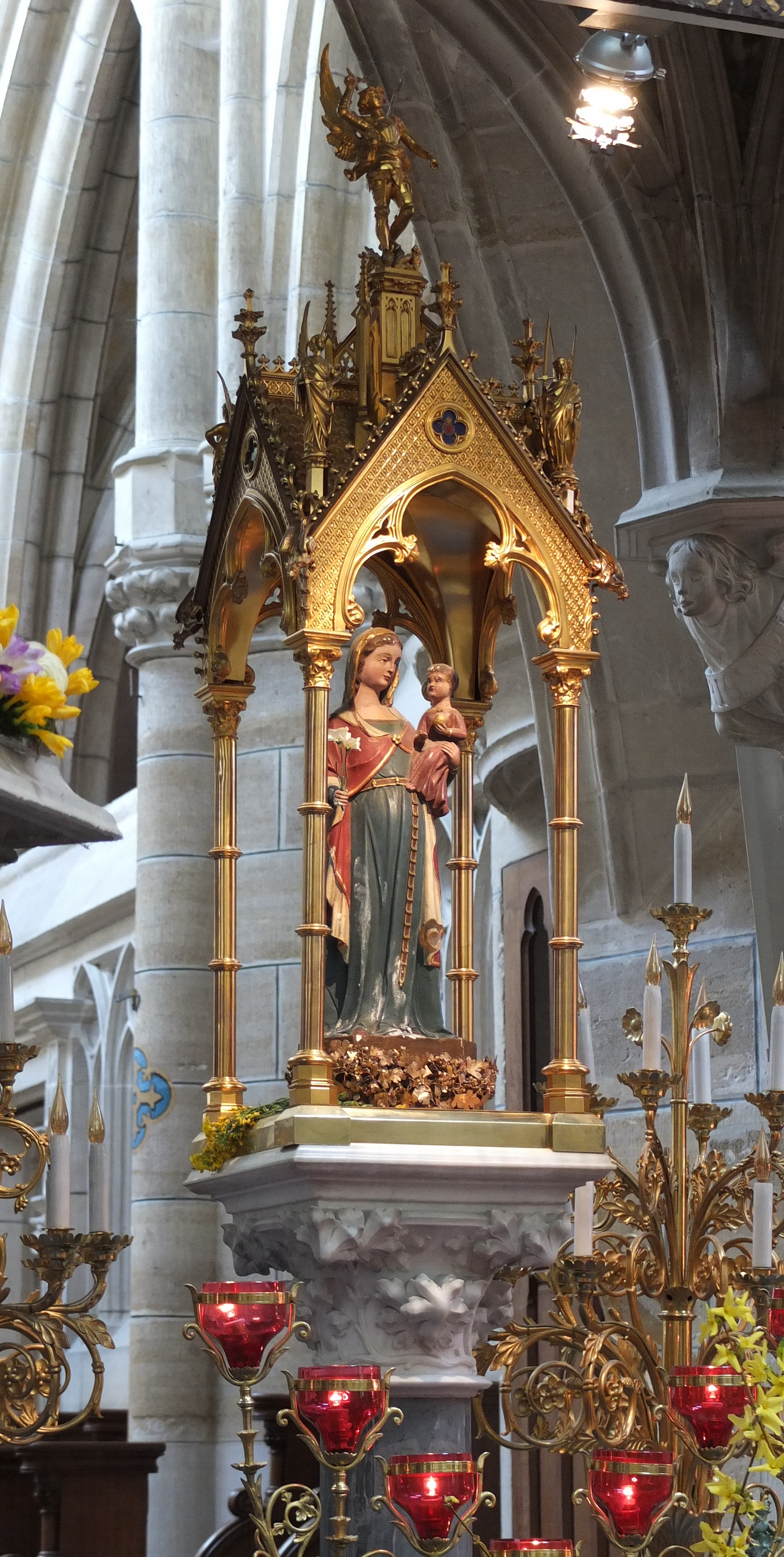
Virgem Venerada (cerca de 1300)

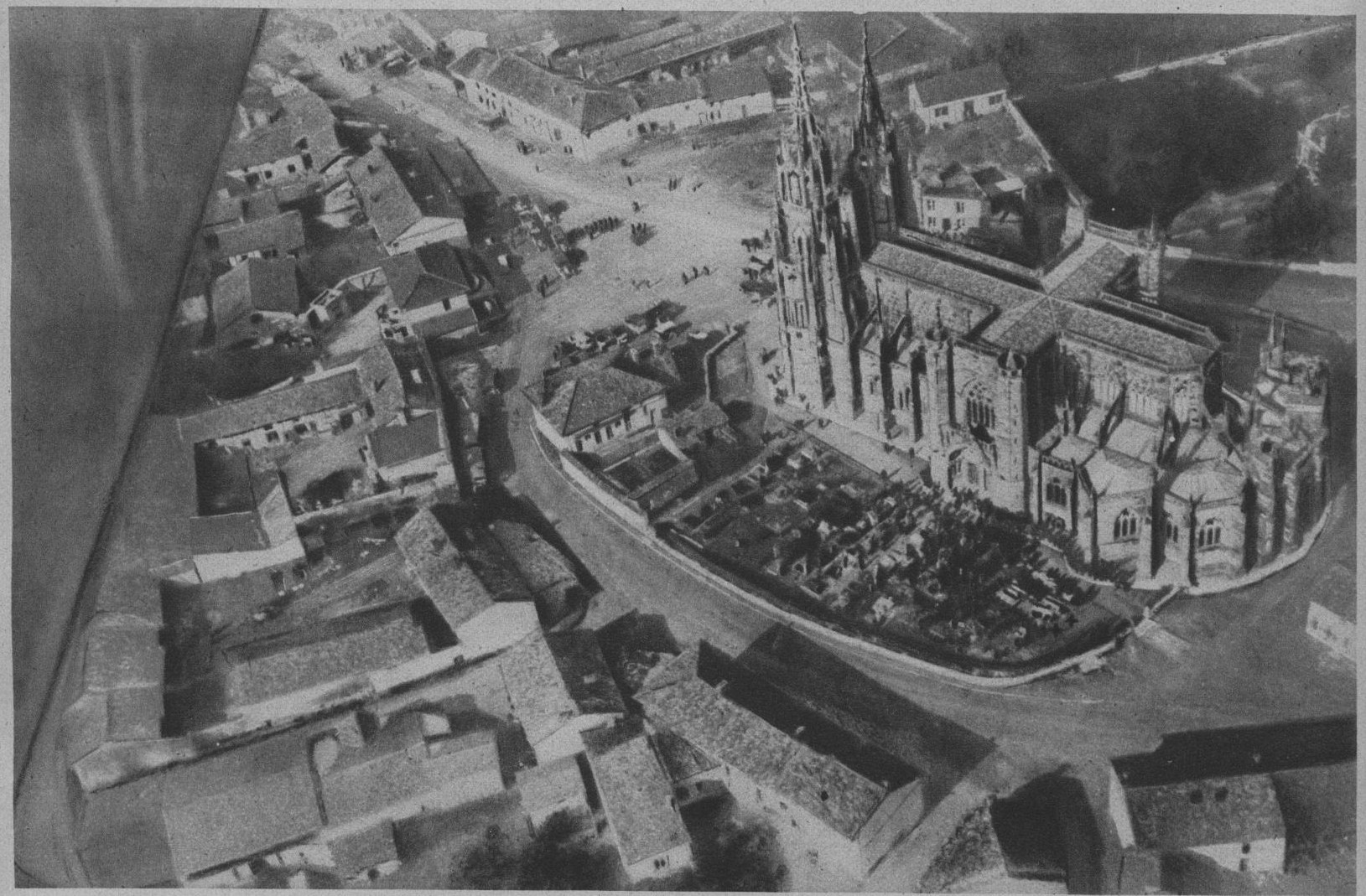
Vista aérea (1914).
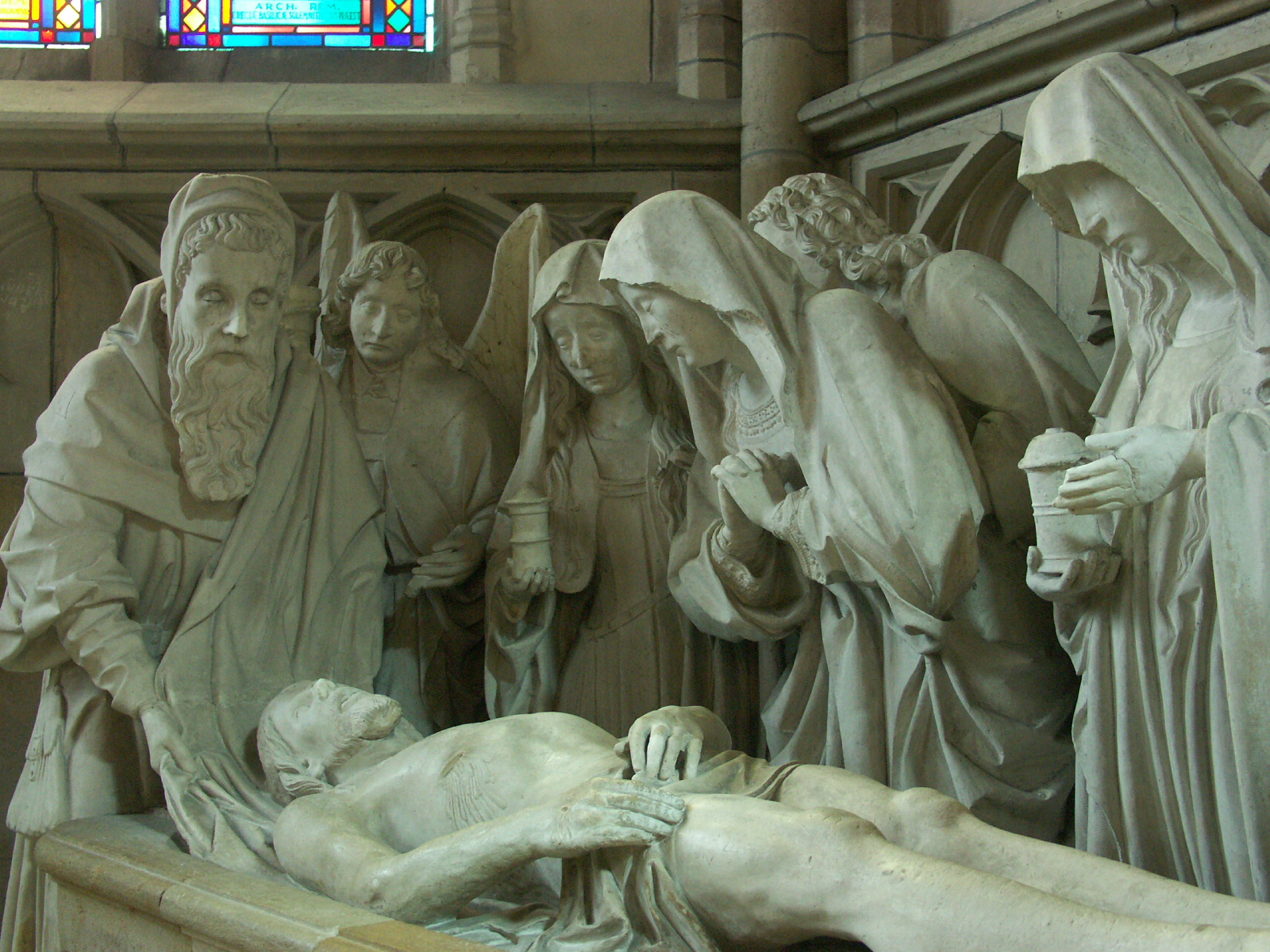
Lamentação de Cristo
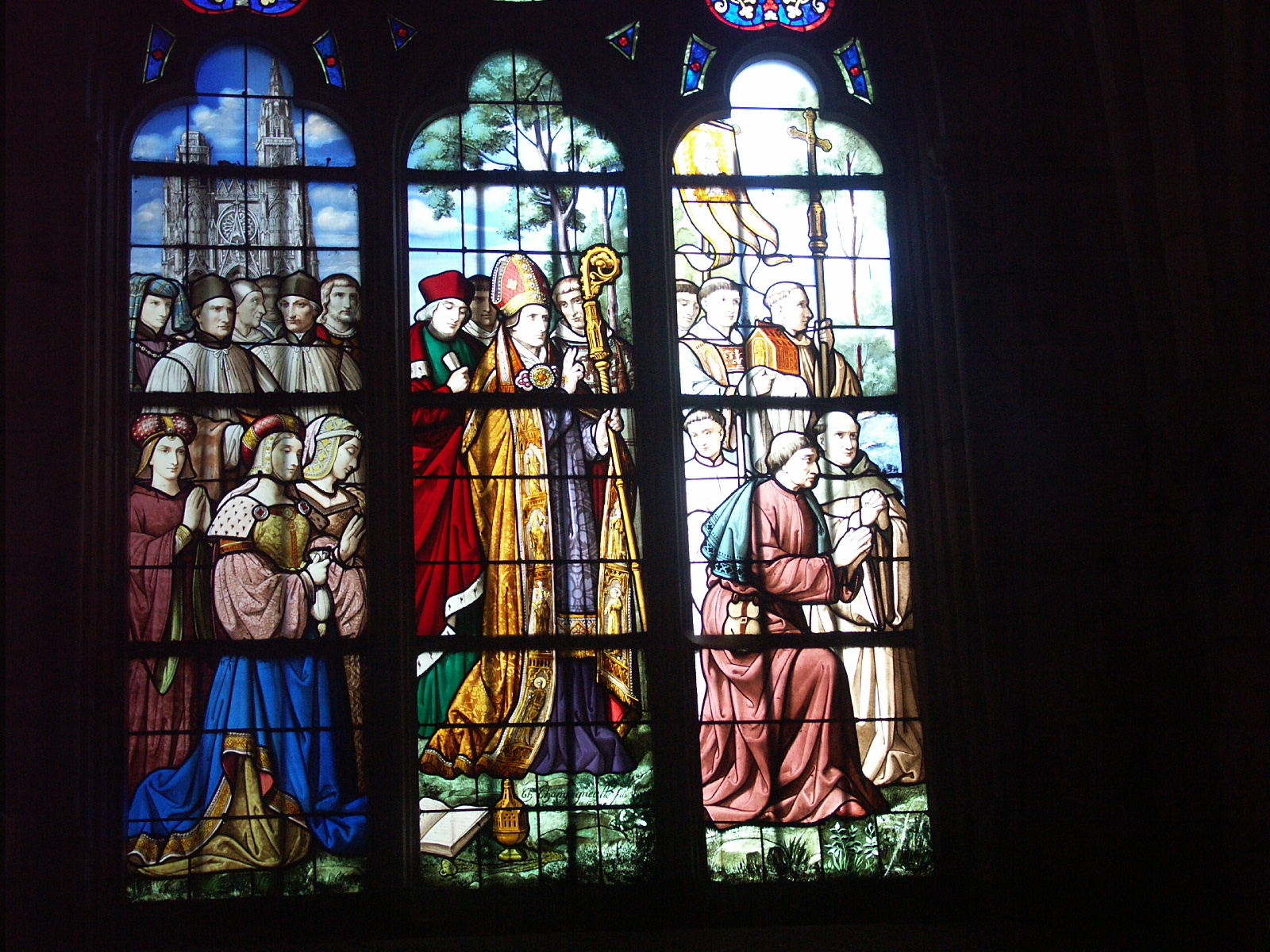
Procissão em vitral
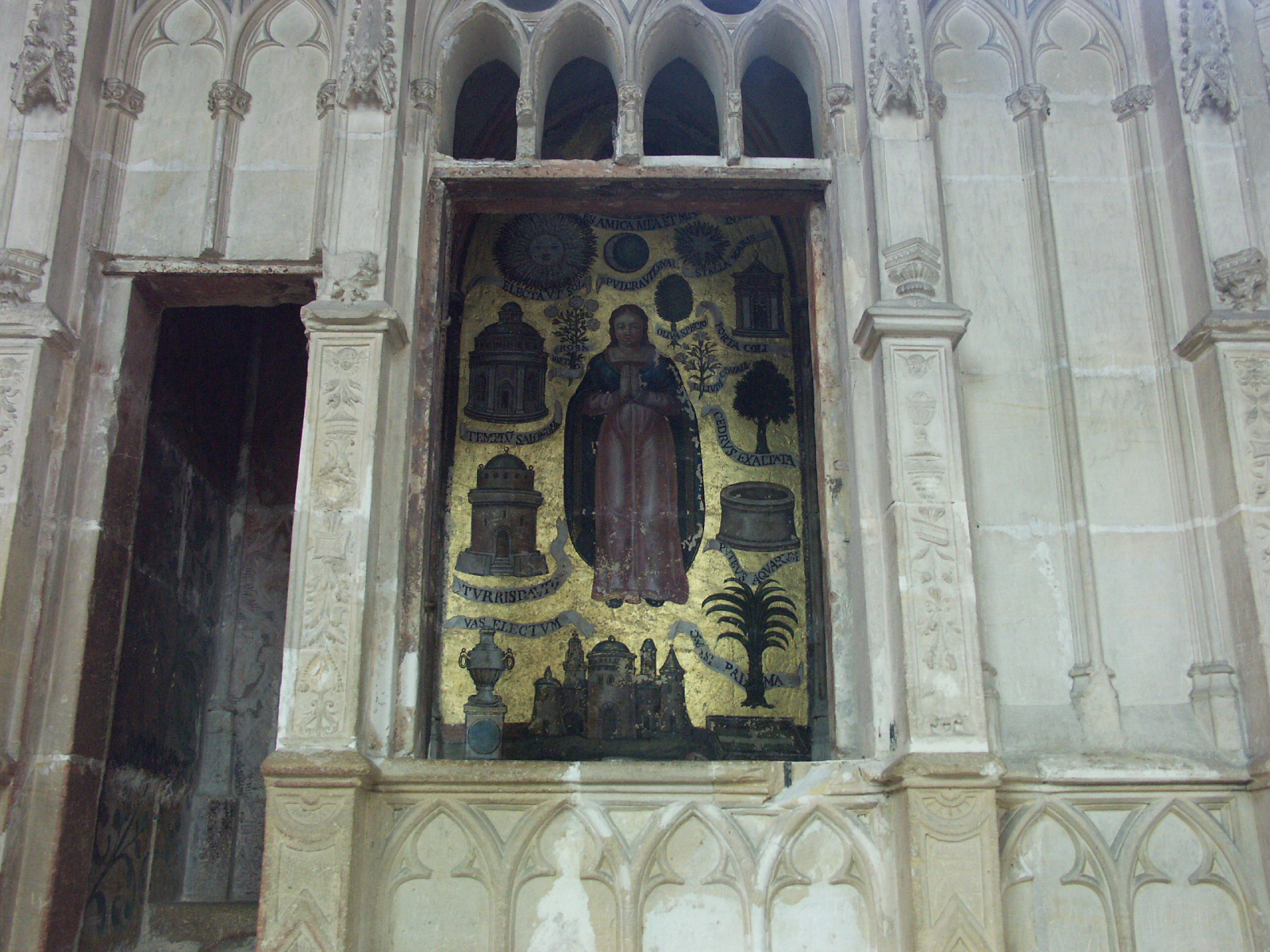
Pintura de parede
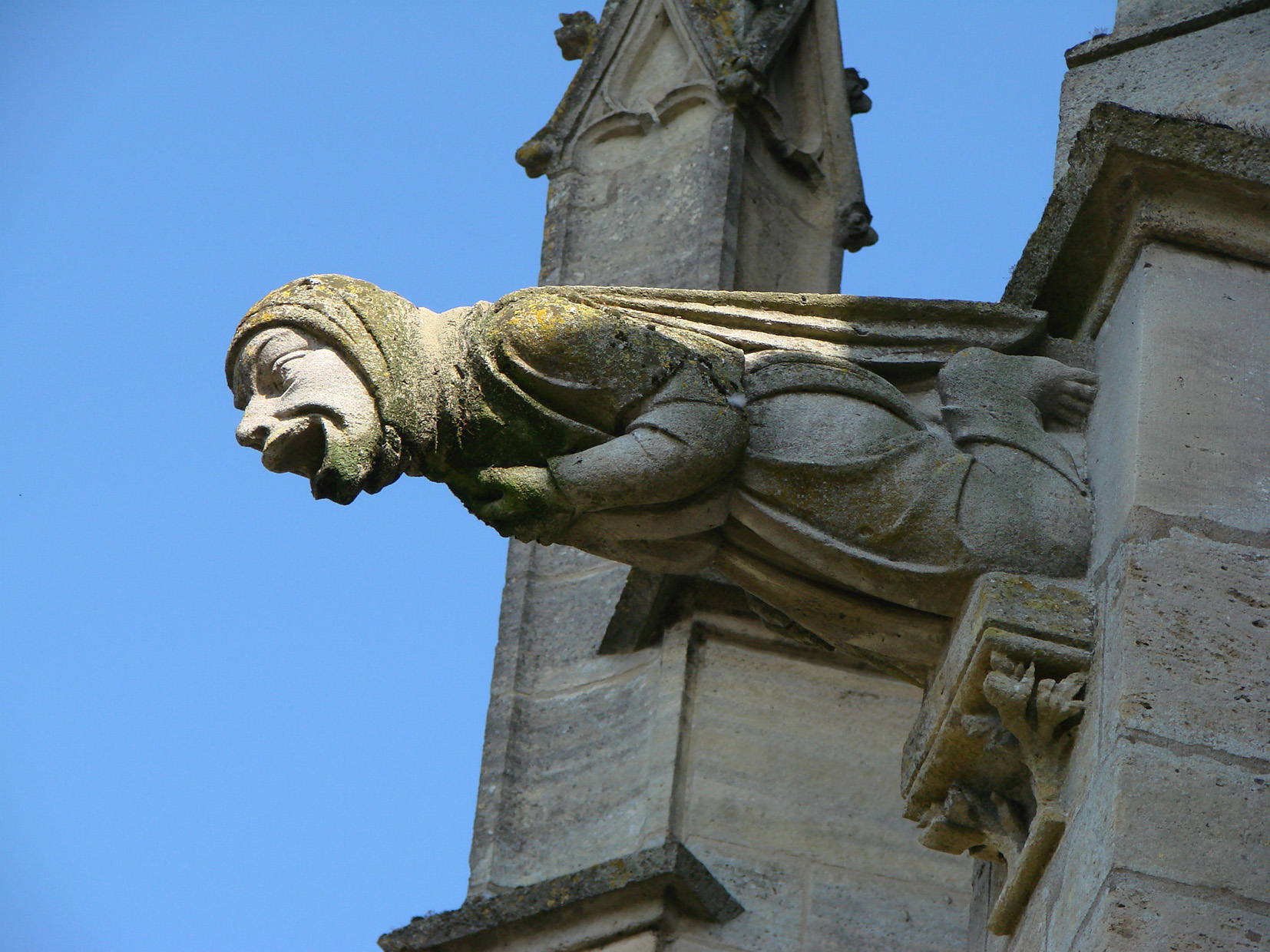
Gárgula
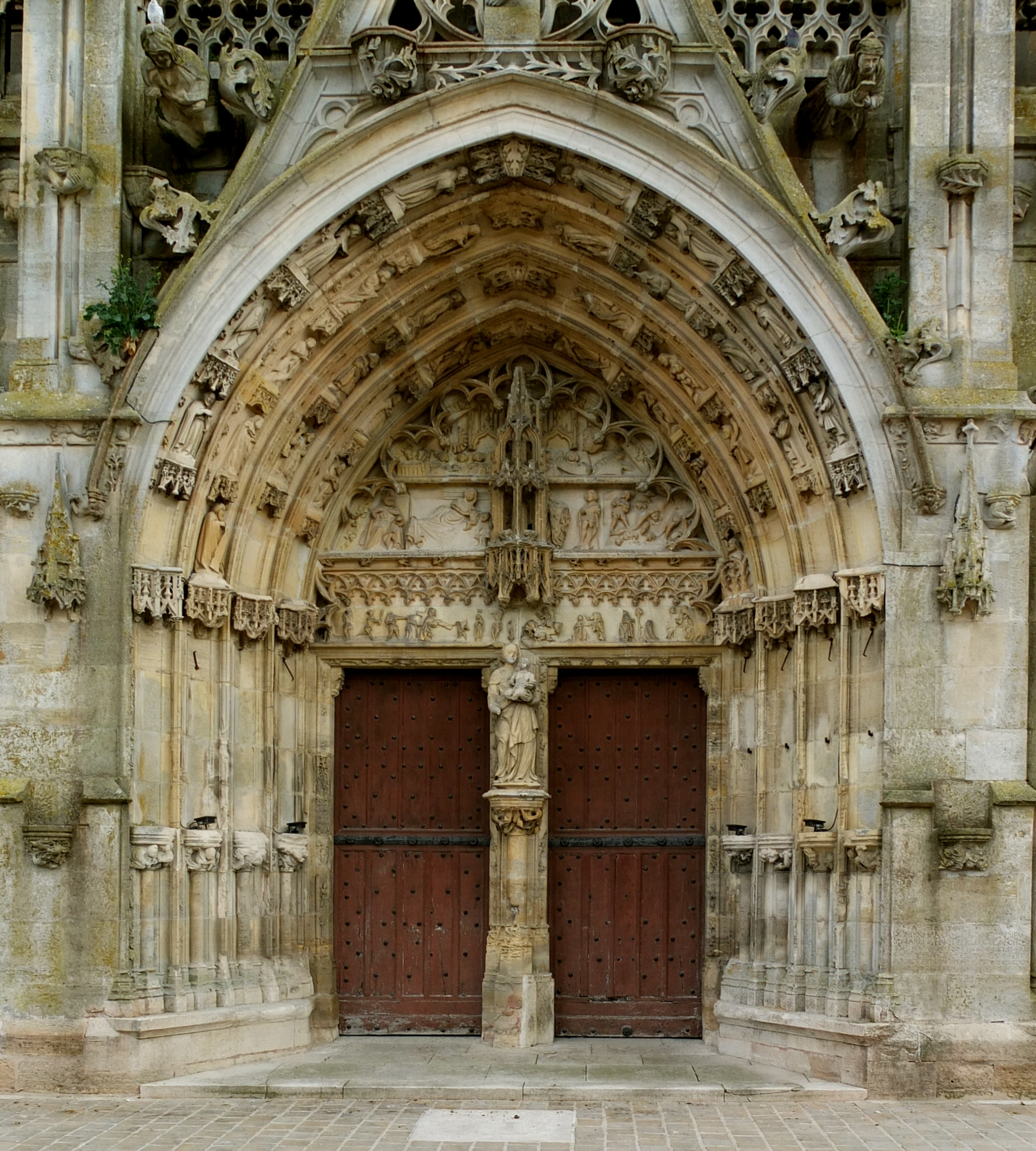
Portal principal
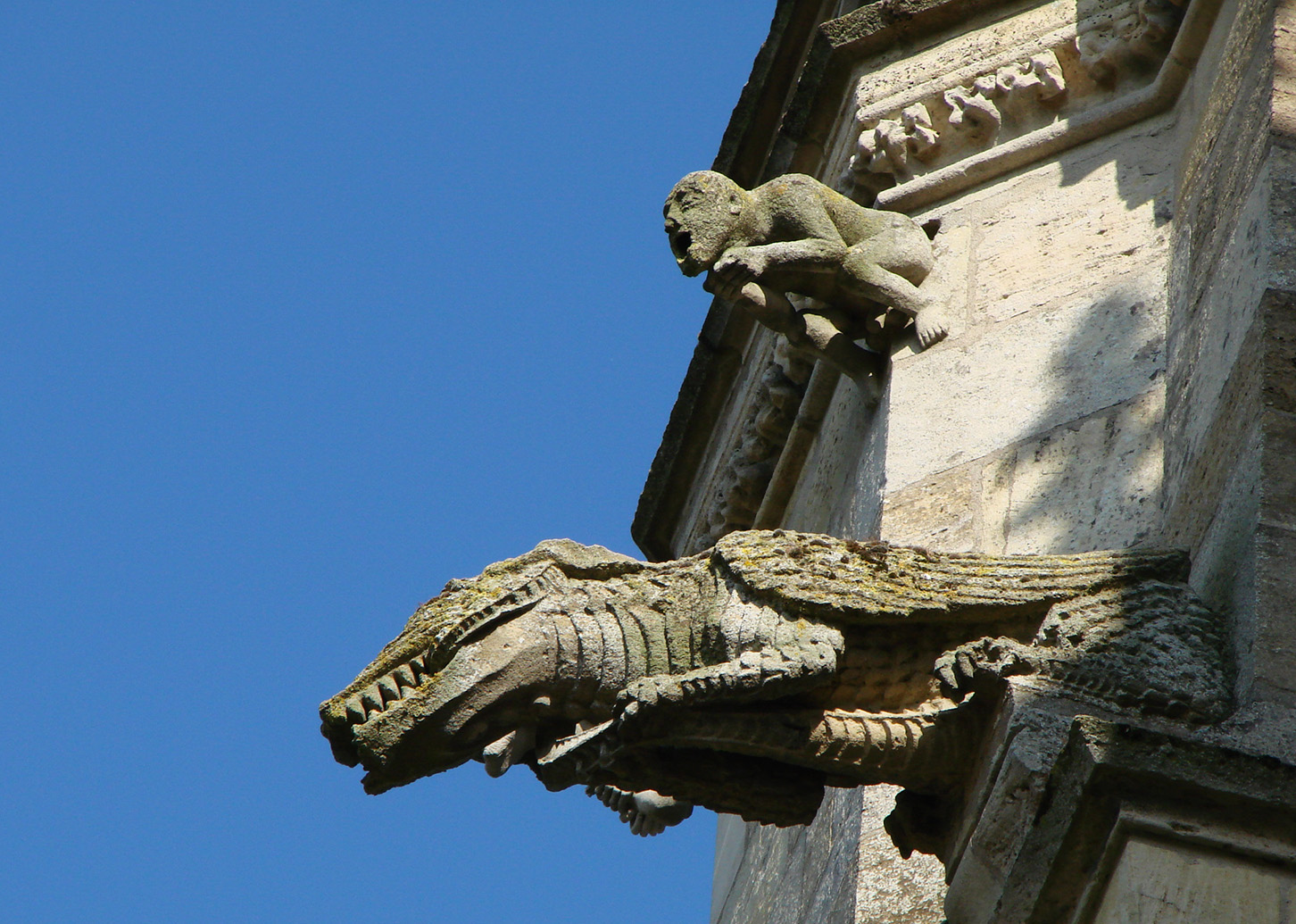
O homem e o dragão?
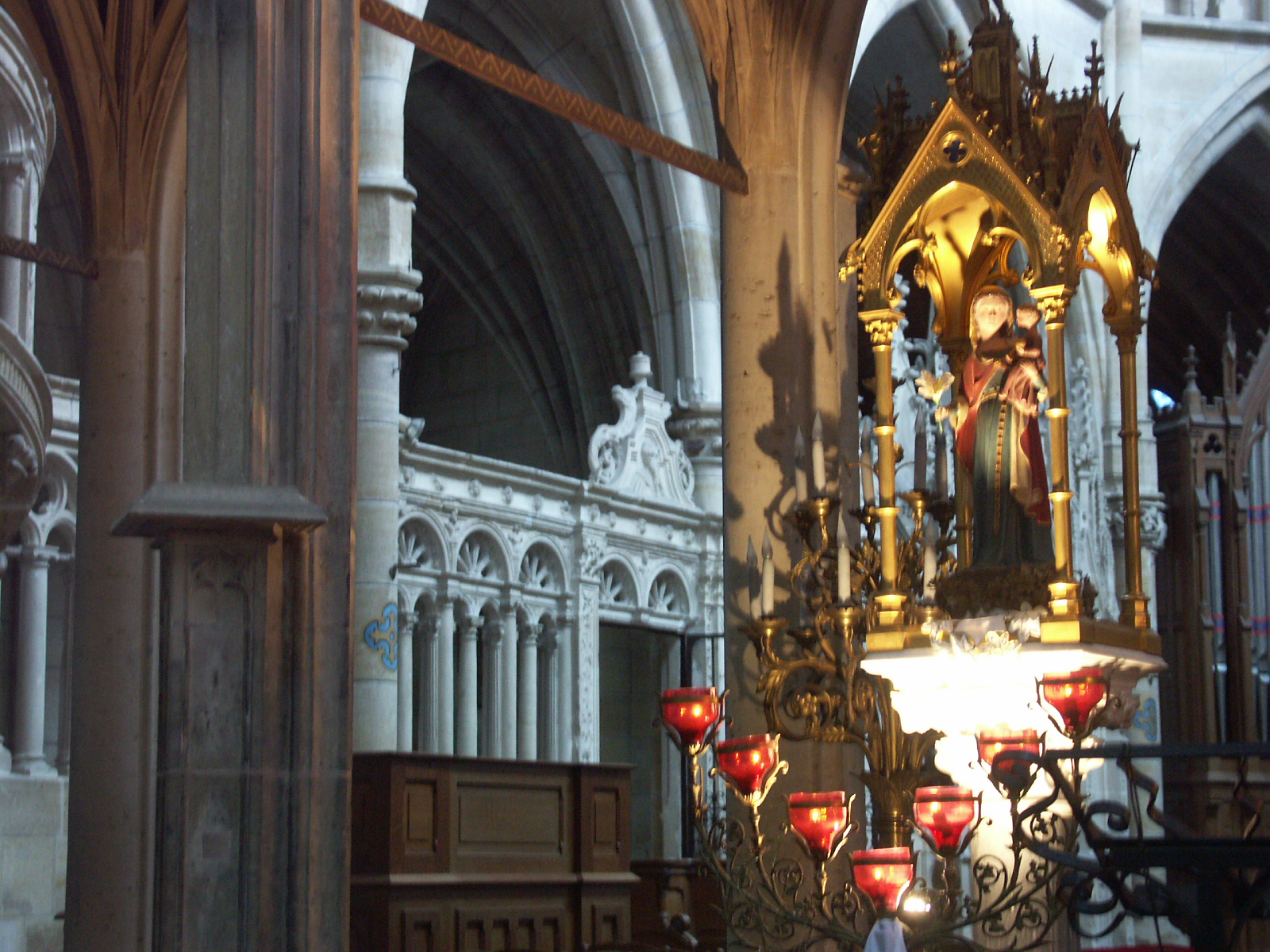
Iluminação
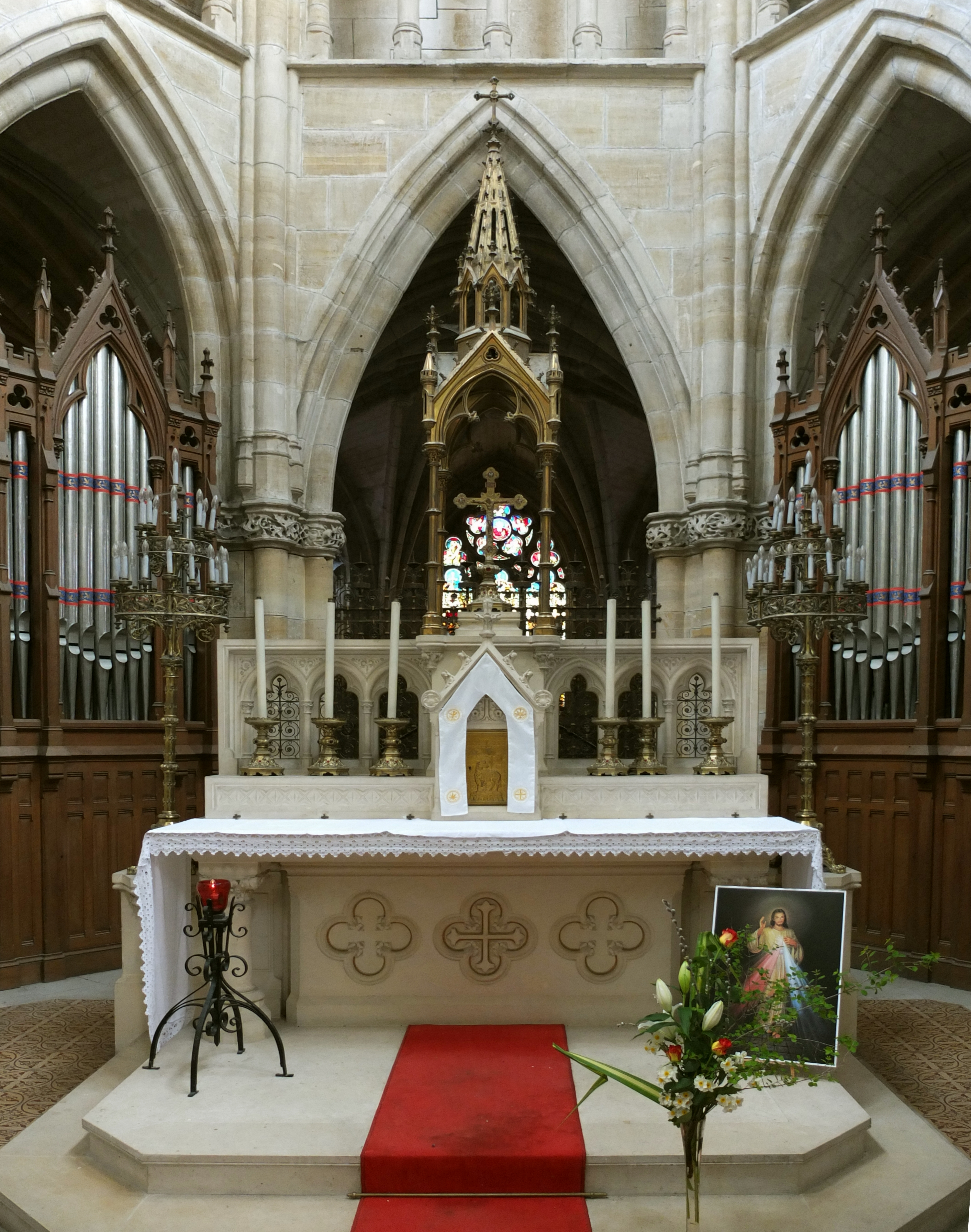
Altar principal
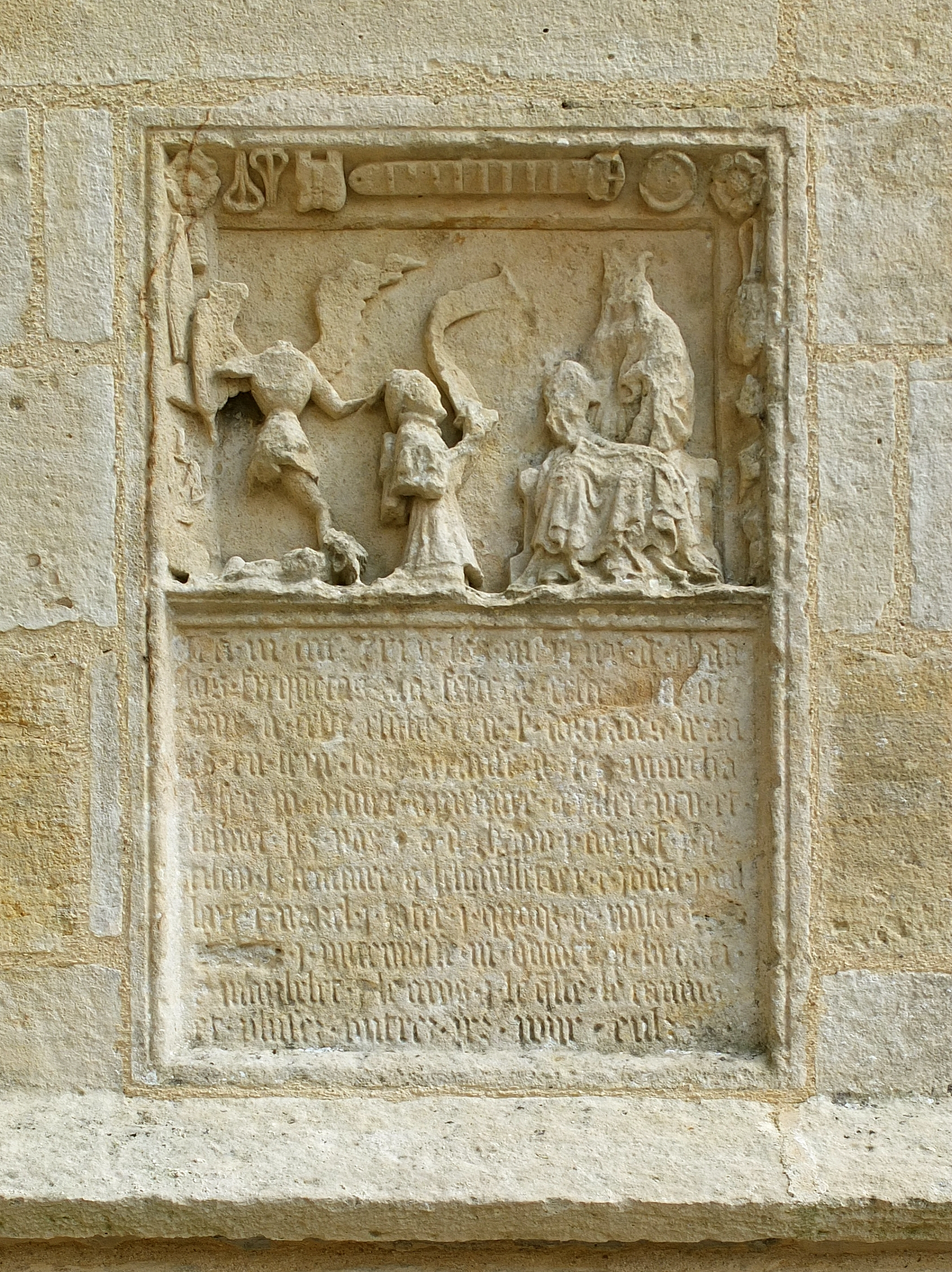
Relevo e inscrição em pedra na fachada sul
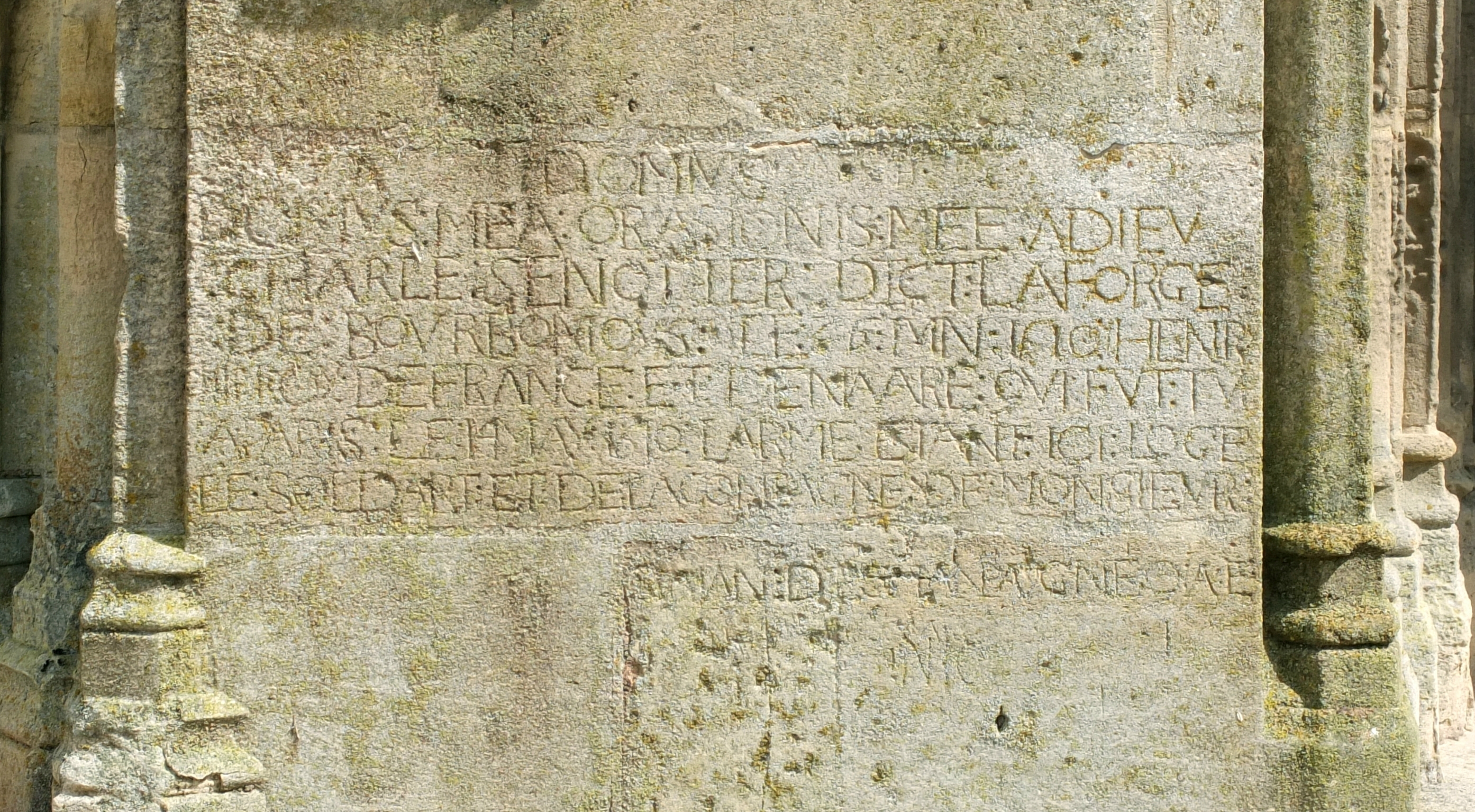
Inscrição no portal principal
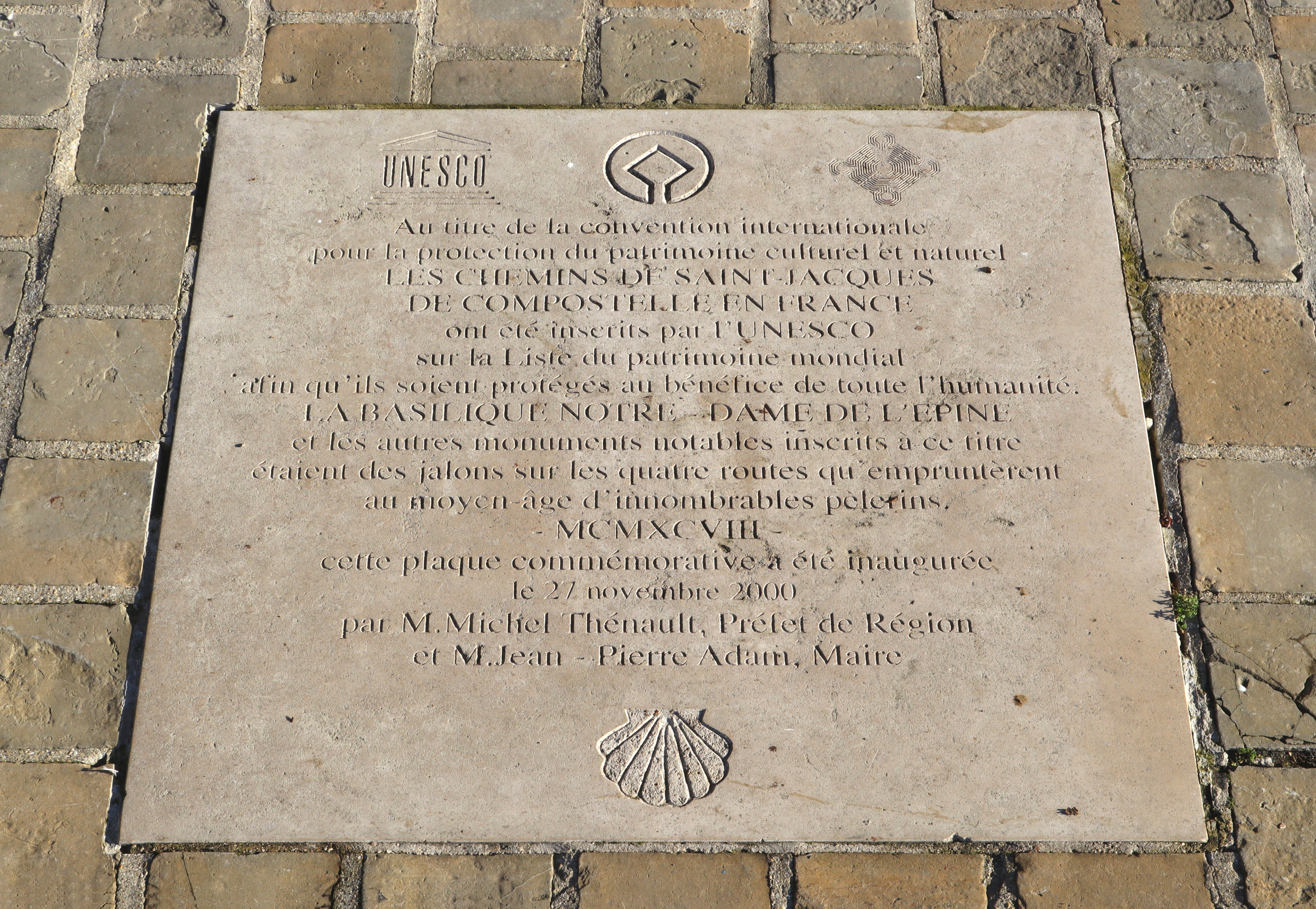
Nomeação para Patrimônio Mundial da UNESCO